# Montserrat Sagot
Montserrat Sagot Rodríguez es una antropóloga y socióloga costarricense especialmente conocida por sus trabajos sobre violencia contra las mujeres y las niñas. Fue pionera en la investigación en Centroamérica sobre femicidio. En 2010 publicó la primera investigación sobre feminicidio en Costa Rica.

## Trayectoria
Es licenciada en antropología (1981) y mágister en sociología por la Universidad de Costa Rica. Se doctoró en Sociología, con especialidad en sociología política y sociología de género en la  Universidad Americana en Washington D. C. (1992).
Trabajó en el Colegio Universitario de Alajuela (1982-1985). en la Universidad Americana (1988-1989). Desde 1990 es profesora de la Universidad de Costa Rica, es profesora en las escuelas de Antropología y Sociología y en diversos programas de posgrado, entre los que destacan Estudios Interdisciplinarios en discapacidad, Evaluación Educativa, Gerontología y Sociología. 
También ha sido directora de la Maestría en Estudios de las Mujeres, Géneros y Sexualidades de la UCR.
En la actualidad es Directora del Centro de Investigación en Estudios de la Mujer (CIEM) de Costa Rica para el periodo 2016-2020 y catedrática de la Escuela de Sociología de la Universidad de Costa Rica. También se desempeña como co-coordinadora del Grupo de Trabajo de CLACSO “Feminismos, Resistencias y Procesos Emancipatorios.” 

## Femicidio
“Como hija y nieta de mujeres que sufrieron directamente varias de las manifestaciones de la violencia, esta fue una problemática que siempre me interesó, justamente porque me tocó vivirla de cerca y pude ver sus devastadoras consecuencias en mi entorno familiar y en mujeres a quienes amaba mucho” explica.
A su ingreso a la universidad, Sagot se involucró con el Centro Feminista de Información y Acción (CEFEMINA), una organización que, según sus propias palabras, “a inicios de la década de los años 80, cuando nadie hablaba en Costa Rica de violencia contra las mujeres, comenzó las primeras discusiones y acciones dirigidas a enfrentar este grave problema social”. CEFEMINA y el programa "Mujer No Estás Sola" fueron parte de las organizaciones que en 1989 fundó la Red Feminista Latinoamericana y del Caribe contra la violencia doméstica y sexual. Y en 2004 la Red Feminista Centroamericana Contra la Violencia Hacia las Mujeres, creada en Guatemala
El CEFEMINA junto con otras organizaciones y profesionales independientes, organiza los primeros grupos de autoayuda para mujeres maltratadas. En ese contexto a Sagot le correspondía facilitar algunos de los primeros grupos de esta naturaleza que crearon en el país y en toda la región centroamericana. Experiencia que ella relaciona directamente con su trabajo por la erradicación del femicidio: “fue en esa relación directa con las mujeres que sufrían violencia, que empezamos a darnos cuenta del gravísimo riesgo que corrían y un poco más tarde tuvimos incluso que lamentar la muerte de algunas de nuestras compañeras de los grupos de autoayuda a manos de sus agresores. A inicios de la década de los años 90, Ana Carcedo y yo tuvimos la oportunidad de conocer el libro Femicide. The Politics of Woman Killing, que acababan de publicar Jill Radford y Diana Russell, y se nos ocurrió la idea de realizar una investigación sobre los asesinatos de mujeres en Costa Rica utilizando una versión un poco más reducida del concepto de Femicidio planteado en el libro de Radford y Russell”.
En 2003 Sagot fue coordinadora de la Primera Encuesta Nacional de Violencia contra las Mujeres y posteriormente formó parte del equipo coordinador para diseñar la segunda encuesta nacional en Costa Rica.
Autora de numerosas publicaciones sobre las temáticas de violencia contra las mujeres, femicidio, feminismo y movimientos sociales, escribió dos libros pioneros en Centroamérica sobre la problemática de la violencia contra las Mujeres (Femicidio en Costa Rica, con Ana Carcedo, INAMU, 2001 y Ruta Crítica de las Mujeres Afectadas por la Violencia Intrafamiliar en América Latina, OPS, 2000).

## Premios y reconocimientos
- Premio “Irene B. Taeuber” de la Asociación de Sociología del Distrito de Columbia, Washington D. C., 1991.
- Beca Fulbright de Investigación en la Universidad de Míchigan en Ann Arbor, 1996.
- Premio “Lámpara Dorada” por la Defensa de los Derechos de las Mujeres, Costa Rica, 2000.
- Medalla Institucional UCR 2017[2]

## Publicaciones
Es autora de una gran diversidad de publicaciones e investigaciones sobre violencia contra las mujeres, los derechos de las niñas y las adolescentes, la democracia y la participación femenina, entre otros. También ha coordinado importantes investigaciones nacionales como el "II Estado de los Derechos de la Niñez y la Adolescencia" (2001) y "Una Mirada de Género al Trabajo Infantil Doméstico" (2003).

### Libros
- Ruta Crítica de las Mujeres Afectadas por la Violencia Intrafamiliar en América Latina (2000) Montserrat Sagot con la colaboración de Ana Carcedo. Organización Panamericana de la Salud

- Femicidio en Costa Rica, con Ana Carcedo, INAMU, 2001 y
- Situación de los derechos humanos de poblaciones históricamente discriminadas en Costa Rica: un análisis desde el marco de la justicia (2013) Instituto Interamericano de Derechos Humanos, 2013.

### Artículos
- El femicidio como necropolítica en Centroamérica. Labrys
- Femicidio en Costa Rica 1990-1999 IAna Carcedo y Montserrat Sagot
- Aborto inducido: ética y derechos (2002)

- Encuesta nacional de violencia contra la mujer: informe final de investigación (2004)
- Femicidio en Costa Rica: balance mortal (2002) Ana Carcedo Cabañas y Monserrat Sagot Rodríguez
- Estrategias para enfrentar la violencia contra las mujeres: reflexiones desde América Latina (2008)
- ¿Importa la igualdad de las mujeres en una democracia? Ángela Acuña y el sufragismo en Costa Rica (2011)
- La masacre de Liberia y la violencia feminicida (2017)